# Partido judicial de Úbeda
El partido judicial de Úbeda es uno de los 85 partidos judiciales en los que se divide la comunidad autónoma de Andalucía y creado por Real Decreto en 1983, como número diez de los diez en que se divide la provincia de Jaén, en España.

## Ámbito geográfico
| Partido Judicial | Capital de partido | Municipios que comprende                           |
| ---------------- | ------------------ | -------------------------------------------------- |
| 10               | Úbeda              | Canena, Jódar, Rus, Sabiote, Torreperogil y Úbeda. |